# 共和 (西周)
共和执政，又称周召共和、共和時期，是指西周国人暴动后，周厉王逃離鎬京至周宣王登位的一段时间，公元纪年約為前841年至前828年计十四年。由于周厉王逃离国都无法掌权，这段时间一说由諸候周定公和召穆公共同執政，一說共伯和奪權執政。
從共和開始，中國歷史出現明確紀年。

## 認定幾種共和內容

### 共伯和說
“共和”时期的解释历来有两种:150。根据《古本竹书纪年》，“厉王既亡，有共伯和者摄行天子事”，又载“共伯和干王位”。前841年（一說前842年）国人暴动，周厉王逃到彘（今山西霍州市），太子静（一作靖）藏于召公家，共伯和摄行王事，稱為“共和”。郦道元、苏辙、罗泌、顾炎武、梁玉繩等从此说，此为是事的传世的最早文献记载，并且有《左传》等其他的传世文献佐证，故近现代学者多从此说。2011年底，《清华简·系年》释读结果出版，共和在清华简中就是共伯和。
此外，《左传·昭公二十六年》、《鲁连子》等篇有共伯和称王、“行天子事十四年”的记载。

### 周定公、召穆公說
传统的解释根据《史记·周本纪》所载，西周国人暴动、群起反抗，將周厲王放逐後，周定公、召穆公兩位諸候共同行政十四年，所以又称“周召共和”，但不确切:841。后世学问家如韦昭、杜预、司马光等从此说。

### 三卿共治說
近年來興起的一種折衷說法是，“號為共和”一句是指由共伯和擔任名義上的國家元首，而由周召二人共同負責具體行政事務的說法，此說法認為周召二人當時勢力不夠，因而貴族討論後，決定以共伯和為首組建政府。

## 嘗試開始與上溯紀年
司馬遷《史記》體例有表，而表格形式整理史書包含歷史時段的事件，而在「十二諸侯年表」中，以共和元年（農曆庚申年、前841年）啟首，而《史記》日後有官方史書地位，所以該年就是开始确切為中国历史纪年。自共和时期开始，中国的中原历史出現连续不断的纪年体系。直到前828年周厉王死后，还政于其子周宣王前后14年的这段时期，史称「共和行政」。
共伯和即卫国君主卫武公。周厉王时期，卫武公入朝任职。《汉书·地理志·河内郡》孟康注释，“共伯，入为三公者也”，而从彝铭记载分析，共伯和应先任“师”职，后任“三公者”之职。《元年师兑簋》铭文有“师和父司左右走马”，专家认为此“师和父”便是共伯和。而后的《师晨鼎》、《师俞簋》、《谏簋》和《微史簋》所记载的“司马共”，当为升职司马后的共伯和。
根据彝铭分析升职时间应在周厉王三年至五年期间。《师𣫏簋》（𣫏，器名，音義皆不詳）铭文载，“惟元年正月初吉丁亥，伯和父……”，所谓“惟王元年正月初吉丁亥”，无法与厉王纪年正月丁亥日对上初吉日期，而若以共和纪年元年壬午朔正月丁亥六日，则正恰初吉，一些学者据此判定簋铭“惟王元年”指“共和元年”:10—13。
夏商周断代工程虽未解决共和问题，但視之為周厉王之后的独立纪年。2003年，西周青銅逨盘在陕西眉县杨家村出土，其铭文显示周厉王之后就是周宣王，共和时期不独立纪年，再度引发共和的争论。